# 球果与小桶

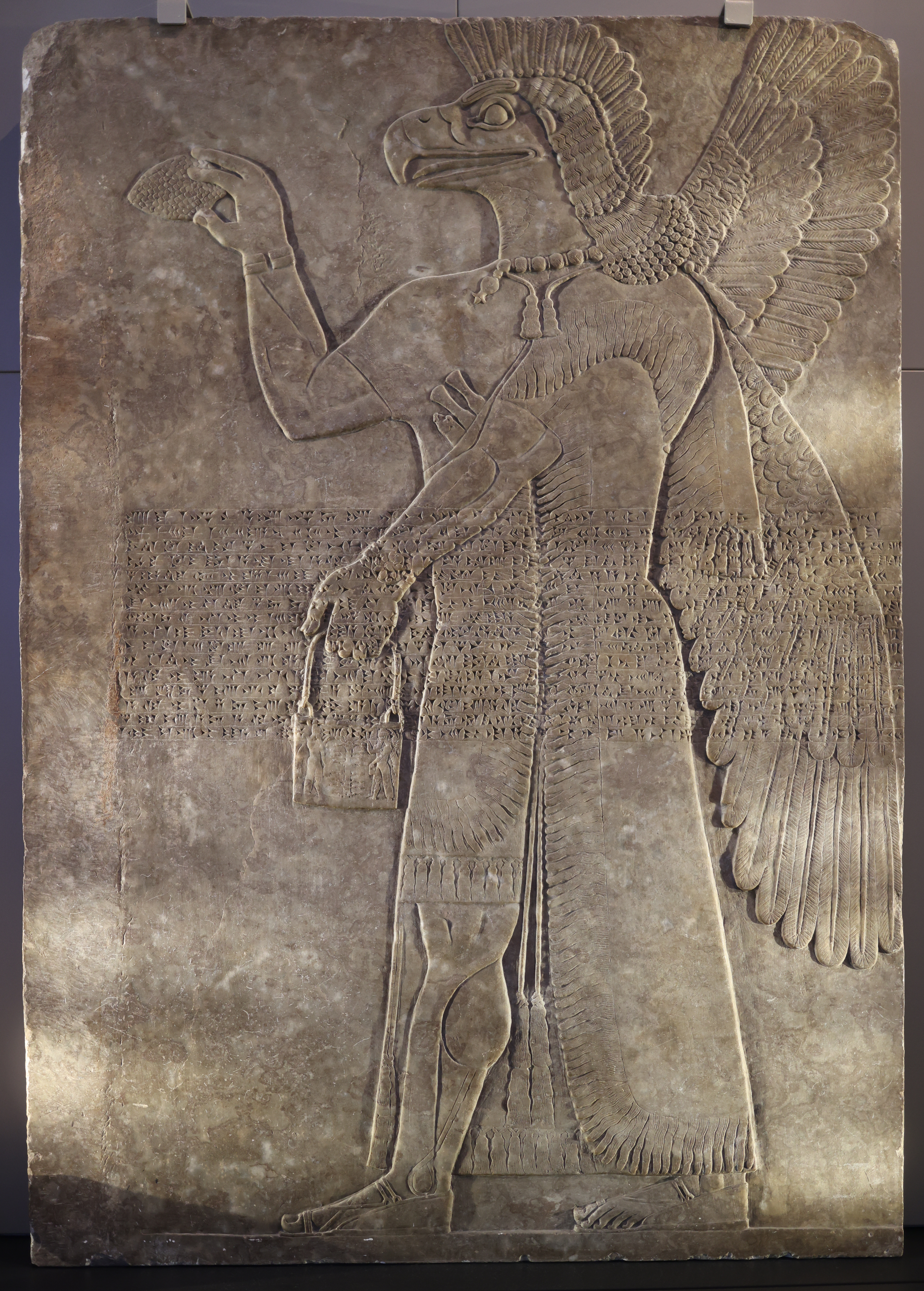
人身鹰头的神灵正拿着球果与小桶

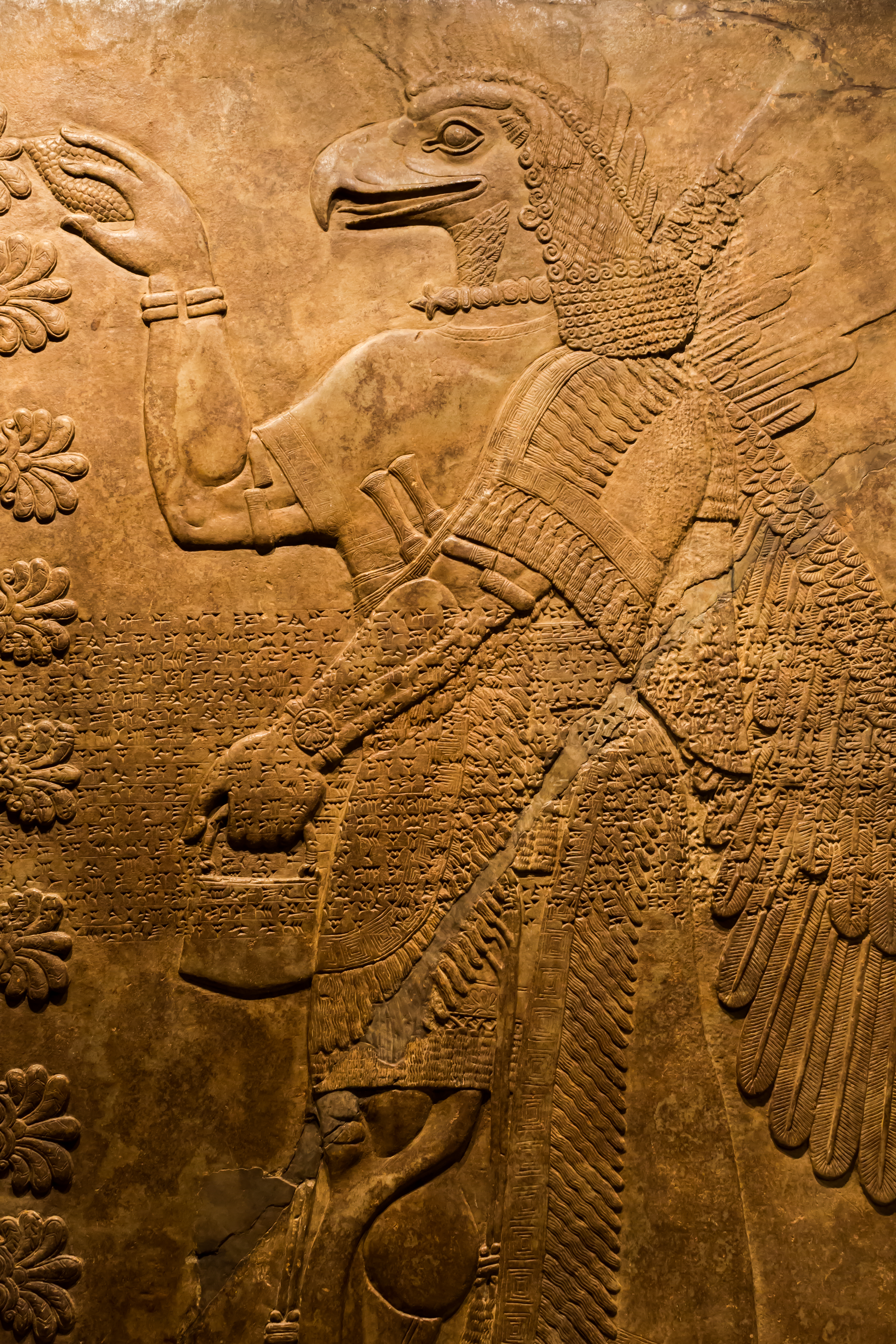
人身鹰头的神灵正拿着球果与小桶

球果与小桶指的是古代美索不达米亚艺术和宗教背景下经常出现的有翼神灵手中持有的一对物品，这中浮雕常常出现在新亚述帝国时期的宫殿浮雕中。然而，有时这些神灵只拿着小桶，另一只手则举起来做出一种祝福的姿势。新苏美尔帝国、古亚述帝国、巴比伦帝国和中亚述帝国也出现过相关形象。

## 描述
球果与小桶常常和其他形象一起出现在亚述浮雕中，这些形象包括一棵标志性的树、花卉装饰、开着的门窗、有翼神灵以及亚述国王和侍从等等。人物往往用右手举着球果，左手向下提着小桶。而拿着球果与小桶的角色绝大多数是有翼神灵，只在极个别的情况下会由人类承担这一角色。

## 形象
球果与小桶中的“球果”通常被认为是亚述常见的土耳其松的果实，也有人认为球果属于枣椰树的雄性花序，也有可能仅仅是一种形象化的模型。小桶可能是由金属或木头制成的，里面盛有圣水或花粉，或两者都有。

## 用途
很少有完整的文献解释球果与小桶的确切用途，但根据已知的书面记录，它们很可能被用于一种特殊的净化仪式（正如它们的阿卡德名称所示： banduddû代表“桶”，mullilu则代表“净化器”）。在净化仪式中，这种冷杉球果会在摇动之前先浸入水桶中，以便在仪式上净化人或物体。 而另外一种观点注意到球果与小桶总是和一棵标志性的树一起出现，可能表现了一种为树木受精的过程。在这种情况下，枣椰树的花粉会被摇到树上。